# Hackås IF
Hackås IF är en idrottsförening i Hackås i Sverige. Klubben har bland annat spelat två säsonger i Sveriges högstadivision i bandy för damer. Damfotbollslaget spelade fyra säsonger i Sveriges högsta division under perioden 1978-1981.

### Fotnoter
1. ↑  ”Maratontabell till och med 2018/19”. Svenska Bandyförbundet. 1 mars 2019. Arkiverad från originalet den 25 mars 2020. https://web.archive.org/web/20200325140559/https://www.svenskbandy.se/globalassets/svenska-bandyforbundet/pdf-filer/tavling--resultat/damallsvenskan/maratontabell-elitserien-dam-20191105.pdf. Läst 25 mars 2020.
2. ↑  Jimmy Lindahl (1 mars 2004). ”Maratontabell för högsta damserien 1978-2003”. Bolletinen. http://www.bolletinen.se/sfs/pdf/stat_d_maraton_1978_2003_maratontab_f_hogsta_damserien.pdf. Läst 13 oktober 2013.